# Referèndum sobre el cap d'estat del Reich
El referèndum sobre el cap d'estat del Reich va tenir lloc el 19 d'agost del 1934 a Alemanya durant el règim nazi. Va ser una etapa major en la concentració del poder a les mans dels nazis. Adolf Hitler que ja per llei havia reunit en la seva persona l'ofici de president del Reich després de la mort Paul von Hindenburg el 2 d'agost, amb l'ofici de canceller del Reich, va fer aprovar pel poble alemany a posteriori la situació, en un referèndum que va ser organitzat en només disset dies. Va ser aprovat per 89,83% dels alemanys.

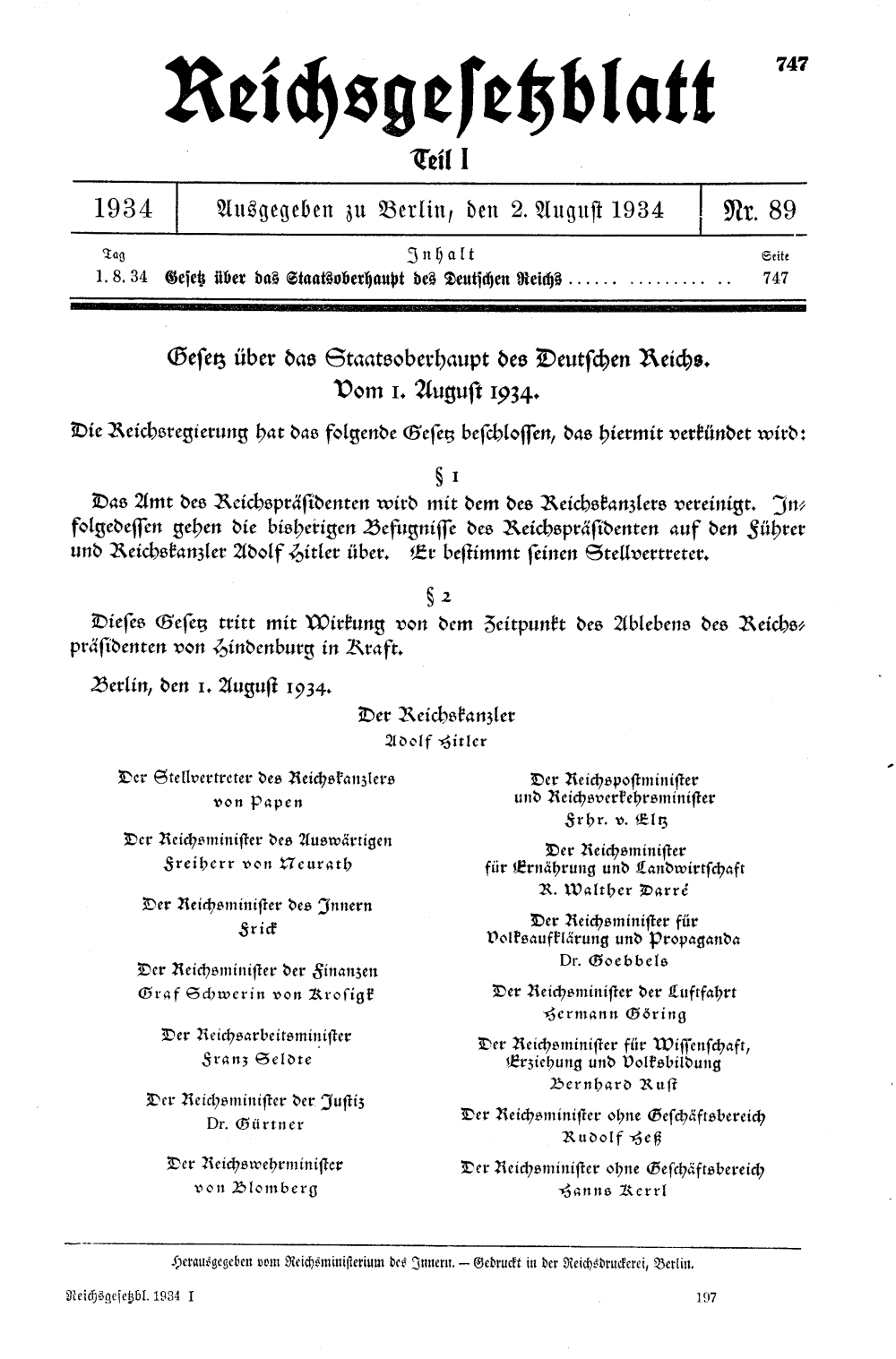
Reichsgesetzblatt del 2 d'agost del 1934: Gesetz über das Staatsoberhaupt des Deutschen Reichs (Llei sobre el cap d'estat del Reich

«Per respecte» per al difunt Hindenburg, que era molt popular, Hitler va refusar el títol de president del Reich i va edictar que el seu títol oficial serà Führer i Canceller del Reich. El 14 de juliol del 1933 el govern nacionalsocialista d'Alemanya ja havia promulgat la llei sobre els referèndums que havia de facilitar l'aprovació de lleis i altres mesures del govern, hi comprés canvis de la constitució. Per a l'aprobació calia la majoria dels vots vàlids. Amb aquesta simplificació van suprimir les escasses barreres que la Llei de Capacitació encara va preveure. Els referèndums simplificats havien de servir a mostrar la unitat entre el govern nazi i el poble.

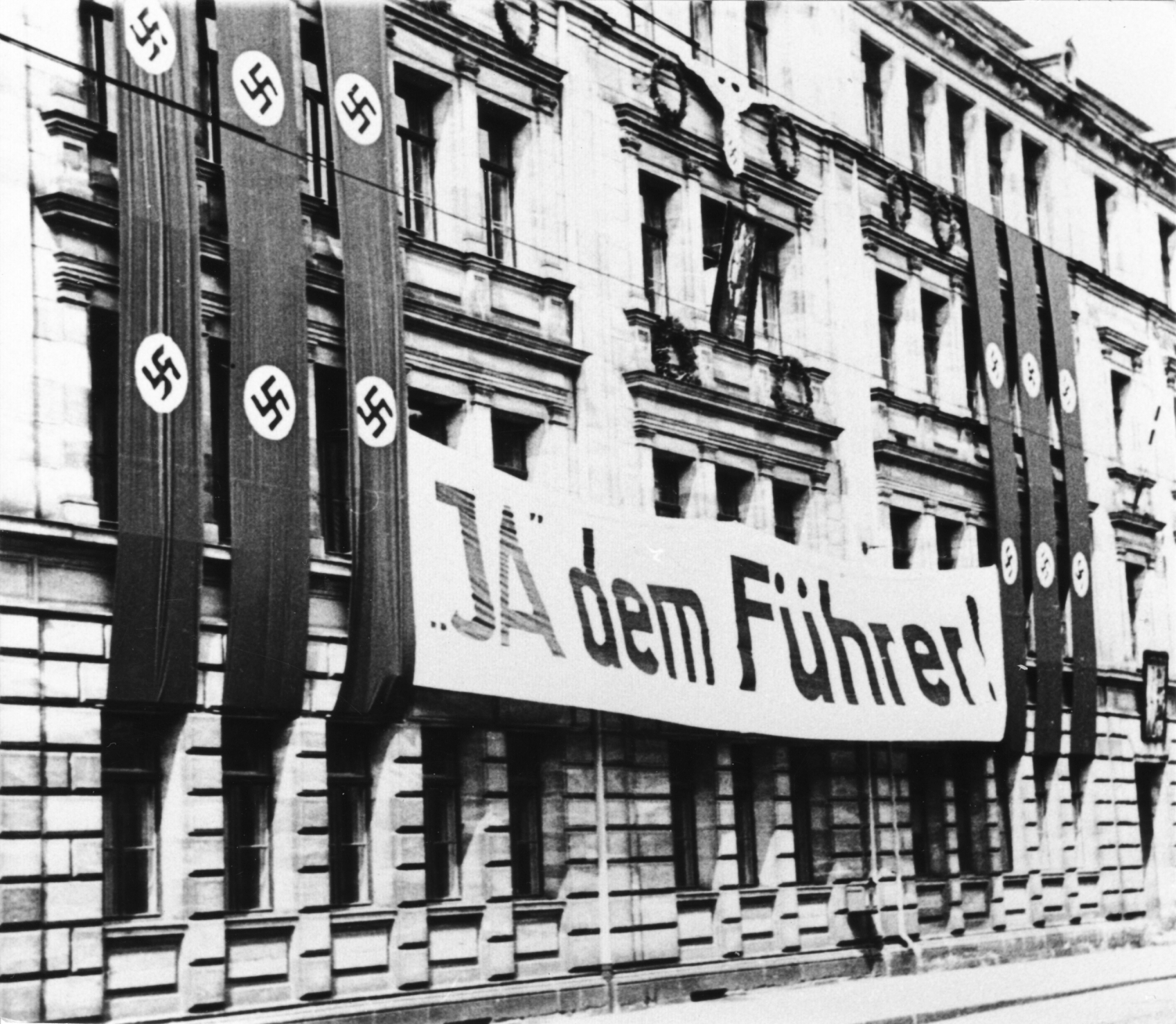
Estendards a una escola de Fürth, l'estiu del 1934
«JA» dem Führer!
(Sí per al Führer)

L'1 d'agost del 1934, la vetlla de la mort del president Paul von Hindenburg, ja va fusionar per llei el càrrec de president amb el de canceller. Aquesta «llei sobre el cap d'estat del Reich alemany» entrava en vigor amb la mort de Hindenburg. El govern de Hitler va decidir l'organització d'un referèndum.
El text sotmès a referèndum era:
| « | Das Amt des Reichspräsidenten wird mit dem des Reichskanzlers vereinigt. Infolgedessen gehen die bisherigen Befugnisse des Reichspräsidenten auf den Führer und Reichskanzler Adolf Hitler über. Er bestimmt seinen Stellvertreter. Stimmst Du, Deutscher Mann, und Du, Deutsche Frau, der in diesem Gesetz getroffenen Regelung zu? | El càrrec de president del Reich és fusionat amb el càrrec de canceller del Reich. Per conseqüència les atribucions del president del Reich passen al Führer i Canceller del Reich Adolf Hitler. El designa el seu suplent. Aproves la regulació d'aquesta llei, tu, home alemany i tu, dona alemanya? | » |

Resultats
|                                   | Vots       | %     |
| --------------------------------- | ---------- | ----- |
| Sí                                | 38.394.848 | 89,93 |
| no                                | 4.300.370  | 10,07 |
| blanc i invàlid                   | 873.668    | –     |
| Total                             | 43.568.886 | 100   |
| Votants registrats i participació | 45.552.059 | 95,65 |
| font: Nohlen & Stöver             |            |       |

Support d'artistes i intel·lectuals
El 18 d'agost un grup d'artistes i prominents culturals i el 19 d'agost un grup de científics van publicar una crida a partipar al referèndum al Völkischer Beobachter, el diari official del partit nazi. Certs noms sorprenen, com l'escultor Ernest Barlach, l'obra del qual més tard els nazis van classificar com art degenerat.
Entre els 70 intel·lectuals hi havia:
- Emil Abderhalden (1877-1950), fisiòleg i president de l'Acadèmia de les ciències Leopoldina
- Achim von Arnim (rector), (1881-1940), rector de la Universitat Tècnica de Berlin
- Hugo Andres Krüß (1879-1945), director de la Biblioteca d'Estat de Berlín
- Nicolai Hartmann (1882-1950), filòsof[10]
- Martin Heidegger (1889-1979), filòsof[11]
- Heinrich Martius (1885-1965), ginecòleg[12]
- Werner Sombart (1863-1941), sociòleg[13]
- Theodor Wiegand (1864-1936), director de l'Institut Arqueològic Alemany

Entre els artistes es destaquen:
- Ernst Barlach (1870–1938), escultor, dissenyador i escriptor,[14]
- Emil Fahrenkamp (1885–1966), arquitecte
- Wilhelm Furtwängler (1886–1954), compositor i cap d'orquestra[14]
- Gustav Havemann (1882–1960), violinista i director de la Reichsmusikkammer
- Erich Heckel (1883–1970), pintor[14]
- Hanns Johst (1890–1978), escriptor[15]
- Georg Kolbe (1877–1947), escultor[16]
- Agnes Miegel (1879–1964), escriptora
- Ludwig Mies van der Rohe (1886–1969), arquitecte
- Emil Nolde (1867–1956), pintor
- Hans Pfitzner (1869–1949), compositor[17]
- Richard Strauss (1864–1949), compositor[14]